# Vícky Volióti
Pour les articles homonymes, voir Volioti.
Víky Volióti ou Vícky Volióti (grec moderne : Βίκυ Βολιώτη), née le 14 octobre 1971 à Bonn (Allemagne), est une actrice grecque.

## Filmographie partielle

### Au cinéma
- 1991 : Équinoxe (Ισημερία (Isimeria)) de Níkos Kornílios